# 布兰科·什特尔巴茨
布兰科·什特尔巴茨（羅馬化：Branko Štrbac，1957年7月7日—），塞尔维亚男子手球运动员。他曾代表南斯拉夫国家队参加1984年夏季奥林匹克运动会手球比赛，获得一枚金牌。